# Theogonia
De Theogonia of Theogonie (Oudgrieks: Θεογονία / Theogonía, van θεός / theós ("god") en γίγνομαι / gígnomai ("geboren worden")) is een werk in dactylische hexameters van Hesiodos (7e eeuw v.Chr.) over de oorsprong van de wereld en de geboorte van de goden (vandaar de titel), die, in haar huidige vorm, is samengesteld uit verschillende herziene versies, samen met vele latere toevoegingen. Naast de gedichten van Homeros is het de belangrijkste bron voor de kennis van de visie op de wereld en de goden van de Grieken uit de vroegste tijden.

## Thema
De Theogonie is een eerste autoritaire poging om orde te scheppen in de organisch gegroeide Griekse godenfamilie, door de goden in genealogieën te rangschikken en aldus tevens tot een coherente ontstaansgeschiedenis van de wereld te komen. Hesiodus ziet de evolutie in functie van de wisselende kosmische heerschappij, eerst in handen van Ouranos, dan van Kronos, en ten slotte van Zeus. Deze evolutie is op Zeus gericht: in hem wordt de grote kosmische en wereldorde voltooid die voor alle tijden vastgelegd is. In de ultieme machtsstrijd, de Titanomachie waakt Zeus als sacrale koning met harde hand over het door hem ingestelde Recht.

## Ontstaan van de wereld
Voordat de aarde er was, was er slechts Chaos, een zwarte afgrond die gevuld was met nevel en donkere wolken. Uit Chaos ontstonden drie oergoden: Gaia (aarde), Tartaros (de donkere afgrond onder de aarde) en Eros (de liefde). Gaia en Chaos, haar vader én echtgenoot, krijgen twee kinderen, Nyx (de nacht) en Erebos (de duisternis). 
Gaia baarde daarnaast ook drie dingen: de gebergten, de zee en de hemel. Uit de verbinding tussen aarde en hemel ontstonden de Titanen, drie Cyclopen en drie honderdarmige reuzen. Ouranos, de vader van deze schepsels, haatte zijn kinderen. Hij stopte ze aldus in het binnenste van Gaia. Gaia kon dit niet aan en overtuigde een van zijn zonen, de Titaan Kronos, om hem van de troon te stoten. Uit de bloeddruppels van de gewonde Ouranos die op de grond vielen, ontstonden de Erinyen (furiën, wraakgodinnen) de vreselijke Giganten (reuzen) en de Melische nimfen, die zowel zegen als vloek brachten. Uit zijn geslachtsdelen, die in de zee belandden, ontstond Afrodite, de godin van de liefde. 
Pontos wordt de vader van de Graiai en hun zusters, de Gorgonen. Beide zijn het product van dubbele incest: Gaia baart parthenogenetisch Pontos. Hij paart met zijn eigen moeder en daaruit komen – naast Thaumas en Eurybië – Forkys en Keto  voort. Hoewel zij dus broer en zus zijn, verwekken zij toch samen de Graiai en de Gorgonen.  Deze eerste drie zusters staan in de traditie bekend om hun gedeelde oog en tand. Deze nochtans opvallende eigenschap vermeldt Hesiodos niet. 
De Gorgonen staan dan weer bekend om de jongste van de drie: Medusa. Zij is in tegenstelling tot haar zusters sterfelijk : Perseus onthoofdt haar, waarop Pegasos en Chrysaor uit haar hals tevoorschijn komen.  Hiermee zinspeelt de mythologie op Ouranos’ castratie, die leidt tot de geboorte van Afrodite (cf. supra) en de geboorte van Athena uit Zeus’ hoofd. Deze beide gevallen zijn van significant belang: Ouranos’ geboorte maakt dat de kosmos tot stand kan komen en Athena’s geboorte verzekert de uiteindelijke ordening en de blijvende stabiliteit ervan. Hoewel Medusa dus Pegasos en Chrysaor op een dergelijke manier verwekt, heeft ze geen dergelijke kosmische impact. 
Nadat Kronos zijn broers had bevrijd uit de Tartaros trouwde hij met zijn zus Rheia. Die schonk hem drie dochters: Hestia, Demeter en Hera en twee zonen Hades en Poseidon. Kronos vreesde echter dat zijn kinderen hem, net als hij bij zijn vader had gedaan, van de troon zouden stoten. Daarom verslond hij elk kind direct nadat het geboren was. Zijn vrouw wilde toch een kind baren dat vrij zou kunnen leven. Toen ze op het punt stond om het zesde kind (Zeus) te baren, ging ze naar Kreta waar ze het kind verstopte in de bergen. Haar man gaf ze een steen gewikkeld in doeken die hij meteen verslond. 
Zeus groeide op in zijn schuilplaats. Alles ging voorspoedig en toen hij volwassen was geworden, ging hij naar zijn vader en dwong hem zijn broers en zussen weer uit te braken. Toen zijn vader dit had gedaan, ging hij samen met zijn broers en zussen de strijd aan met Kronos en de Titanen. Zeus kreeg echter ook hulp van een aantal Titanen, want Kronos had een aantal van hen verbannen en deze wilden nu ook wraak nemen. Zeus, zijn broers en een aantal Titanen lagen gelegerd op de Olympos. De vijand Kronos lag met de rest van de Titanen gelegerd op Othrys. De Titanen worden met stenen de Tartaros in gejaagd. 
De slimme Prometheus, een zoon van de Titaan Iapetos, heeft een grote invloed op de mens. Hij misleidde Zeus allereerst door hem twee porties van een offerdier voor te schotelen. De eerste portie bestond uit het vlees van een os, bedekt met zijn onsmakelijke huid. Daar tegenover plaatste Prometheus de witte botten, verborgen onder een glanzend laagje vet. Zijn bedoeling was om Zeus de botten te laten kiezen, zodat de mensen het beste deel – het vlees – voor zichzelf konden houden. De list bleef echter niet onopgemerkt: Zeus doorzag het bedrog, maar koos bewust voor de botten, om wraak te nemen. 
Als straf voor deze misleiding hield Zeus het vuur – symbool van kennis, technologie en vooruitgang – verborgen voor de mens. Prometheus toonde opnieuw zijn medeleven met de mens en hij misleidde Zeus een tweede keer. Hij stal het vuur en verborg het in een venkelstengel om het aan de mensen te geven. Ook hiervoor werden zowel Prometheus als de mens gestraft. De goden creëerden Pandora, de vrouw die met haar kruik alle ellende en ziekten over de wereld bracht. Prometheus zelf werd aan een rots geketend, waar dagelijks een adelaar zijn lever kwam opvreten – een lever die telkens weer terug groeide. 
Deze passage is etiologisch: hij verklaart drie (Grieks culturele) fenomenen: waarom de goden bij offers minder krijgen dan de mensen, hoe de mens aan het vuur komt, en waar de vrouw vandaan komt en hoe ze het leven van de man “ellendig” heeft gemaakt. Het andere werk van Hesiodos, Werken en Dagen, behandelt hetzelfde verhaal, maar voegt er nog het beruchte element van de “doos” (lees: πίθος) van Pandora aan toe, die al het onheil voor de mensheid bevat. 
Waarom Prometheus het per se wil opnemen voor de mensheid, blijft in de Theogonie onuitgesproken. Een mogelijke verklaring zou in de framing van het verhaal te vinden zijn: het verhaal staat tussen de vertelling van de Cyclopen en van de Hekatoncheiren, die beide tonen hoe Zeus politieke allianties maakt voor de Titanomachie met hun vrijheid als onderhandelingsmiddel. De positie van de Prometheusvertelling hiertussen zou kunnen suggereren dat ook zijn handelen tegenover de mens strategisch geïnterpreteerd moet worden in zijn machtsconflict met Zeus. 
Hoewel het Prometheusnarratief dus duidelijk van groot belang is op de mens, wordt deze laatste toch sterk gemarginaliseerd binnenin het verhaal. Meer zelfs, de mens is grotendeels afwezig. Het draait enkel om de machtsstrijd tussen Zeus en Prometheus. 
Tyfoeus, ook wel Tyfoon, de jongste zoon van Gaia en Tartaros, is een monster met dodelijke kracht.  Zeus weet hem neer te bliksemen  en krijgt omwille van de bovenstaande uitdagingen - Kronos en de Titanen, Prometheus en Tyfoeus verslaan - de oppermacht. 
Nadat Zeus de oppermacht heeft verkregen, volgt een opsomming van zijn vrouwen en kinderen. Hierna komen de kinderen van andere goddelijke figuren zoals Triton, de zoon van Poseidon.  Tot slot komen goddelijke vrouwen aan bod die kinderen verwekken bij sterfelijke mannen.  

## Verteltechniek
De vertelstijl in de Theogonie verandert binnen het verhaal. In de inleidende passage komt er een dramatische verteller aan bod. Er wordt openlijk verwezen naar het karakter van de verteller, namelijk Hesiodos zelf, aangezien deze ook als personage aanwezig is.  Vanaf vers 116 is er een verandering te zien wat de vertelstijl betreft. De oorspronkelijk dramatische verteller verandert in een niet-dramatische verteller. Deze verteller heeft een persoonlijkheid, maar er kan niet met zekerheid gezegd worden of deze persoonlijkheid iets weerspiegelt van de historische auteur. De vertelstem is als het ware een creatie van de auteur en vormt niet noodzakelijkerwijs een directe afspiegeling van diens identiteit. Wel is er sprake van een impliciete auteur: het beeld dat de werkelijke auteur van zichzelf projecteert binnen het literaire werk. 
De Theogonie kan ook als een tekst met een dubbele laag beschouwd worden. Enerzijds functioneert het als een catalogus van de goden. Er wordt een beschrijving gedaan van de eerst geborene god, Chaos, tot de generatie van de Olympische goden. Dit deel kan gezien worden als een beschrijvende component van het werk. Anderzijds bevat het werk ook een narratief element, namelijk de vertelling van Zeus' heerschappij, meer bepaald hoe deze tot stand is gekomen.  Deze beschrijving is normatief, m.a.w. hoe het volgens Hesiodos aanvaard moet worden.  

## Karakterisering
In de Theogonie van Hesiodos treedt de auteur in het begin van het werk op als zowel verteller als personage. Hij wordt voorgesteld als een eenvoudige herder die door de Muzen wordt geïnspireerd om te zingen over het ontstaan en de oorsprong van de goden. Met uitzondering van deze inleidende passage komt de verteller echter niet meer expliciet naar voren als personage binnen het verhaal. 
Zoals al eerder vermeld, komen op het einde van de Theogonie goddelijke vrouwen aan bod die kinderen verwekken bij sterfelijke mannen. In dit laatste onderdeel komt Medea aan bod. Zij verschijnt tweemaal in Hesiodos' Theogonie. De eerste keer wordt zij genoemd als dochter van Aietes en aan het einde van het fragment pas bij haar eigen naam.  Daarnaast verschijnt zij als de echtgenote van Jason. Hij maakt haar tot zijn krachtige echtgenote en samen krijgen zij een zoon, Medeus. Er lijkt sprake van een soort 'happy end' voor dit koppel. In de Theogonie wordt Medea voorgesteld als een onschuldig meisje, onderworpen aan de wil van Jason - een passieve vrouw die van vader op echtgenoot wordt overgedragen.  Het is pas in latere bewerkingen van dit verhaal, waarvan de bekendste die van Euripides is, dat Medea verandert in een moordlustige vrouw met magische krachten. 
Medea is dus in Hesiodos' versie een positief personage. In latere verhalen ondergaat zij een radicale transformatie en wordt zij voorgesteld als een monster. 

## (Nederlandse) vertalingen
- Most, G. W. (2018). Theogony. Works and Days. Testimonia. Cambridge MA: Harvard University Press.
- Symboliek van de Griekse mythologie. Hesiodos' boodschap aan onze tijd. Vertaling en analyse door Wilfried Depuydt. Ankh-Hermes, 1987. ISBN 9789020233131
- De geboorte van de Goden, Werken en dagen & De wedstrijd tussen Homeros en Hesiodos. Vertaling door Wolter Kassies. Athenaeum - Polak & Van Gennep, Amsterdam, 2002. ISBN 9025320422
- Alle goden! Theogonie. Vertaling en toelichting door Ronald Blankenborg. Uitgeverij Damon, 2018. ISBN 9789463401470